# تارح
تارَح یا تارَخ (به عبری: תָּרַח؛ به معنی دوره‌گرد) پسر ناحور، پدر ابراهیم و از شخصیت‌های عهد عتیق است. او دو زن به نام‌های نجیا و نونا و سه پسر به نام‌های هاران، ناحور، ابراهیم داشت، و لوط پسر هاران است. بر اساس روایات یهودی، او بت‌پرست بود و پسرش ابراهیم را برای مجازات به نمرود سپرد. اما پس از آن که ابراهیم از آتش به سلامت بیرون آمد، توبه کرد و ابراهیم به او وعده بهشت داد. در قرآن، نام پدر ابراهیم، آزر آمده‌ است. برخی مفسرین(مسلمان) قرآن، تارخ را با آزر برابر دانسته‌اند. در حالی‌که برخی اظهار داشته‌اند که آزر عموی ابراهیم بوده و سرپرستی وی را بر عهده گرفته بوده‌ است. نام تارخ در شجره‌نامه محمد پیامبر اسلام، به‌عنوان پدر ابراهیم ذکر شده‌است. علی شریعتی اعتقاد داشت که روایات مربوط به تارخ بی‌اعتبار است و نام اصلی پدر ابراهیم آزر است، هرچند چنین ادعایی از سوی ایشان نشانگر این است که وی اعتقادی به درستی کتاب‌مقدس ندارد.